# Tokkiseom
Tokkiseom är en ö i Sydkorea.   Den ligger i provinsen Incheon, i den västra delen av landet, 100 km sydväst om huvudstaden Seoul.